# 패그 해그

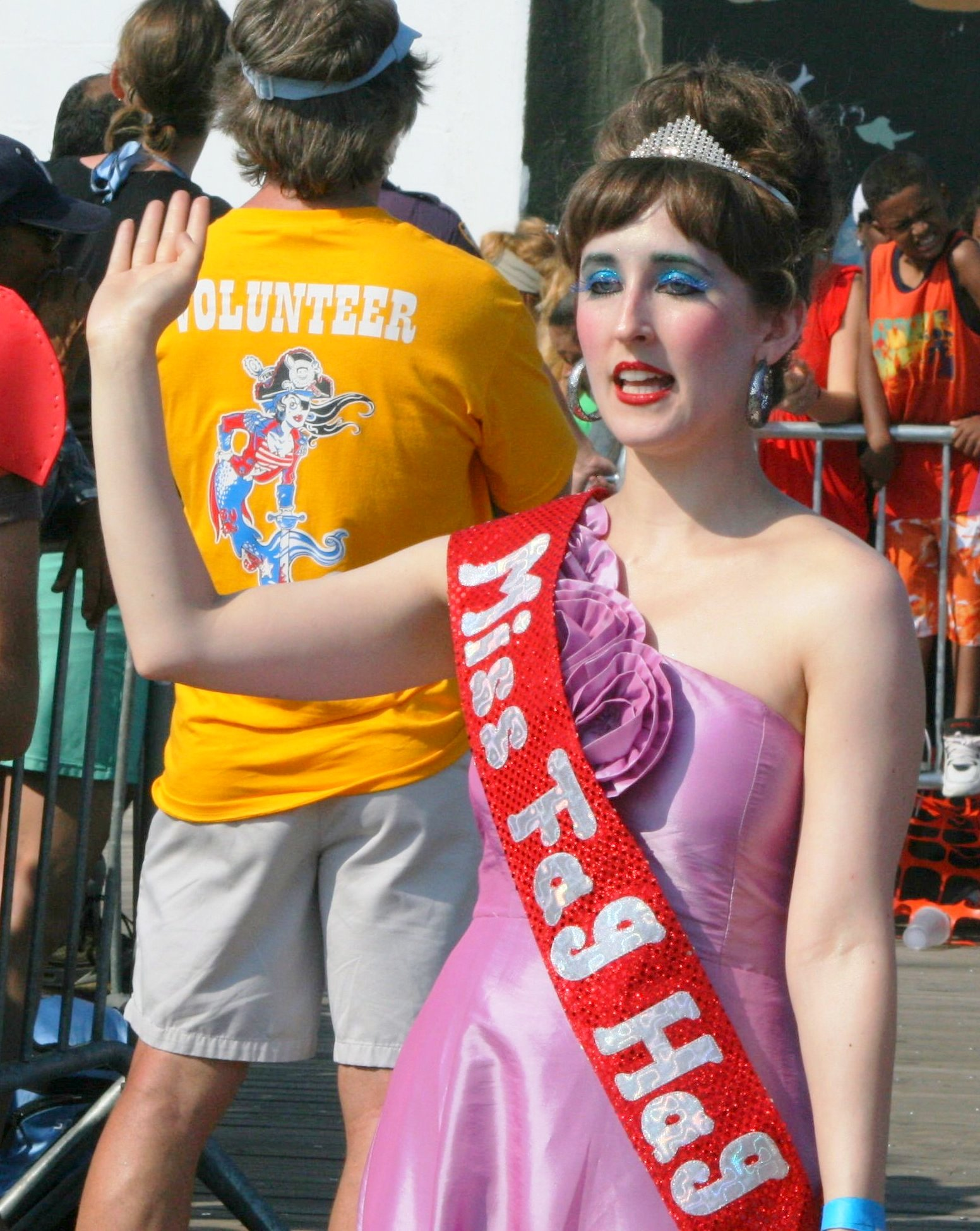
2010년 코니아일랜드 머메이드 퍼레이드에서 행진하는 "미스 패그 해그"

패그 해그(fag hag)는 영어권의 게이 은어 중 하나로, 동성애자와 양성애자 남성과 고의로 친한 관계를 갖고 싶어하는 여성(특히 이성애자 여성)을 말한다. 이 속어는 미국의 동성애자 남성 문화에서 유래한 것으로, 역사적으로 경멸의 의미를 가지고 있다. 동성애자 남성과 친한 여성 중에는 패그 해그라는 용어를 받아들이는 사람들도 있는 반면, 패그 해그로 불리는 것을 싫어하는 사람도 있다. 동성애자와 양성애자 남성과 비슷한 대인 관계를 맺고 싶어하는 남성의 경우는 패그 스태그(fag stag)라고 부르며, 이것은 주로 성별이나 성정체성의 측면에서 연합하는 집단의 공식적인 일원이 아닌 사람을 호칭하는 해그이즘(hag-ism)의 일부로 볼 수 있다.

## 용례
패그 해그의 정형화된 모습은 이성애 관계를 대신하고자 동성애자 남성을 찾거나, 동성애자 남성에게 비밀스럽게(또는 공개적으로) 성적으로 끌리는 외향적인 여성이다. 패그 해그로 여겨지는 다수의 여성은 이미 이성애자 남성, 또는 여성과 교제 관계를 맺고 있으나, 동성애자 남성과 사교 활동을 하는 대안적 경험을 가치있게 여기며, 게이 문화를 더 선호하는 경향을 보인다.

## 같이 보기
- 부녀자 (동인)